# Goran Čaušić
Goran Čaušić (in serbo Горaн Чaушић?; Belgrado, 5 maggio 1992) è un calciatore serbo, centrocampista del Buriram Utd.

## Carriera

### Nazionale
Ha giocato nelle nazionali giovanili serbe Under-18, Under-19 ed Under-21.

## Palmarès

### Club

#### Competizioni nazionali
- Campionato serbo: 1

Stella Rossa: 2018-2019
- Thai League: 2

Buriram United: 2023-2024, 2024-2025
- Thai FA Cup: 1

Buriram United: 2024-2025